# Empodium
Empodium es un género de plantas perteneciente a la familia de las hipoxidáceas. Incluye 7 especies perennes, herbáceas, tuberosas o rizomatosas, que se distribuyen por  Sudáfrica. Comprende 13 especies descritas y de estas, solo 7 aceptadas.

## Descripción
El órgano subterráneo de reserva es un cormo, las hojas son lineales o con forma de espada y las flores tienen forma de estrella, amarillas por dentro y verdes por afuera. Florece en el otoño.

## Taxonomía
El género fue descrito por Richard Anthony Salisbury y publicado en The Genera of Plants 43. 1866. La especie tipo es: Empodium plicatum (Thunb.) Garside in R.S.Adamson & T.M.Salter 

## Especies aceptadas
A continuación se brinda un listado de las especies del género Empodium aceptadas hasta septiembre de 2014, ordenadas alfabéticamente. Para cada una se indica el nombre binomial seguido del autor. abreviado según las convenciones y usos.	
Las especies del género, conjuntamente con la cita válida y su distribución geográfica, se listan a continuación:
- Empodium elongatum (Nel) B.L.Burtt, Notes Roy. Bot. Gard. Edinburgh 32: 311 (1973). Oriunda de Sudáfrica.
- Empodium flexile (Nel) M.F.Thomps. ex Snijman, Strelitzia 9: 714 (2000). Originaria de la provincia del Cabo.
- Empodium gloriosum (Nel) B.L.Burtt, Notes Roy. Bot. Gard. Edinburgh 32: 312 (1973). Originaria de la provincia del Cabo.
- Empodium monophyllum (Nel) B.L.Burtt, Notes Roy. Bot. Gard. Edinburgh 32: 313 (1973). De KwaZulu-Natal a Suazilandia.
- Empodium namaquensis (Baker) M.F.Thomps., Fl. Pl. Africa 44: t. 1727 (1977). Del oeste de la provincia del Cabo.
- Empodium plicatum (Thunb.) Garside in R.S.Adamson & T.M.Salter (eds.), Fl. Cape Pen.: 214 (1950). De la provincia del Cabo.
- Empodium veratrifolium (Willd.) M.F.Thomps., J. S. African Bot. 38: 163 (1972). Del sudoeste de la provincia del Cabo.